# Gray Matter
Gray Matter: Призраки подсознания — компьютерная игра в жанре мистического квеста, созданная Джейн Дженсен в 2010 году.
Gray Matter стала первым большим игровым проектом Джейн Дженсен после длительного перерыва с 1999 года, когда была выпущена третья часть игрового сериала о приключениях Габриэля Найта Gabriel Knight 3: Blood of the Sacred, Blood of the Damned.
Игра была анонсирована в августе 2006 года на игровой выставке в Лейпциге. Над проектом работала молодая венгерская студия Tonuzaba Entertainment, ход работ контролировался непосредственно Джейн Дженсен. По её замыслу, Gray Matter должна стать первой игрой в новой линейке квестов. Как и в серии Gabriel Knight, в игре действуют два главных героя — нейробиолог Доктор Дэвид Стайлс (Dr. David Styles) и уличная фокусница и искательница приключений Саманта Эверетт (Samantha «Sam» Everett). Героям предстоит столкнуться с паранормальными явлениями и заняться их изучением. Отличительной особенностью игры является проведение нейробиологических исследований по методикам, приближённым к реальным.

## Сюжет
Игра разделена на несколько глав.
Глава 1
В заставке мы видим едущую на мотоцикле девушку-фокусника Саманту Эверетт (или Сэм), которая направляется в Лондон. Из-за ветра, повернувшего дорожный указатель, она сворачивает не туда. Вскоре её мотоцикл глохнет, и она вынуждена направиться к жутко выглядящей усадьбе Дред-Хилл. Зайдя во двор и спрятавшись в тени, Сэм наблюдает такую картину: к воротам усадьбы подъезжает такси, из которой выходит девушка, которая постоянно повторяет, что она — новая ассистентка доктора Стайлза. Но позвонить в дверь она не успевает — на неё нападает странная тень. Девушка исчезает, а машина уезжает. Не желая мокнуть, Сэм притворяется новой ассистенткой и остаётся в особняке на ночь.
Наутро Сэм собирается сбежать, но её замечает миссис Стелла Далтон — экономка доктора Дэвида Стайлза. Она кормит Сэм завтраком и рассказывает об обязанностях ассистента. Прельстившись зарплатой 50 фунтов в неделю, Сэм решает продолжить играть роль ассистентки. На двери в подвал она находит первое задание: найти шестерых добровольцев для эксперимента доктора Стайлза. Сэм отправляется в Оксфорд, где находит магазин «Волшебная Палочка», специализирующийся на товарах для фокусников. В нём она знакомится с его хозяином, называющим себя Мефистофелем, который сообщает: чтобы попасть в «Дедал» (элитный клуб иллюзионистов, в который Сэм очень хочет вступить) Сэм предстоит сыграть в «Игру». Получив из автомата билет с загадкой, Сэм отправляется к башне Карфакс. Там она находит красную коробку с изображением Прометея. Открыв её, Сэм получает кусочек ребуса и рисунок герба. С помощью списка колледжей, Сэм находит нужный и отправляется туда. В фонтане она находит второй кусочек ребуса. В саду Сэм откапывает подставку из-под пива и третий кусочек ребуса. Она направляется в паб «Ветреный Пёс», но он закрыт и поэтому ей приходится вернуться к заданию доктора. Но все студенты боятся доктора Стайлза и отказываются. Но у последнего выпадает приглашение, и Сэм по нему приходит в Сэнт-Эдмунд Холл. Используя свою книгу фокусов, Сэм удаётся уговорить трёх учеников: Харви Киндермана, Чарльза Эттингтона и Анжелу Малхолланд. Сэм уговаривает и Хелену Бьюгард, которая влюблена в Чарльза. После этого ей звонит доктор Стайлз и велит возвращаться, так как нашёл пятого добровольца. А шестым придётся быть Сэм. Доктор проводит эксперимент, во время которого вводит всех в гипноз и просит их представить себя на поле и беговой дорожке одного из колледжей. Но в то же время что-то происходит на настоящей дорожке.
Глава 2
Сэм просыпается в своей комнате. Она спускается позавтракать и находит газету, где рассказано о событиях на беговой дорожке. Сэм захочет там побывать, но сначала узнает задание на сегодня. В подвале, в лаборатории Сэм находит письмо с заданием рассортировать файлы и передать квитанцию Сьюзен Уиттиер. Разобравшись с файлами Сэм находит нужную квитанцию, а также статью доктора Стайлза, статью доктора Линквеллера и телефонами нейробиологов. После проделанной работы Сэм отправляется посмотреть на беговые дорожки. Там она встречает Эдди, ставшего свидетелем. Он говорит о странном вихре, но Сэм считает, что просто поработал умелый иллюзионист. Затем она отправляется в Редклиффскую больницу и передаёт квитанцию. При разговоре о докторе Стайлзе Сэм получает аудиенцию у доктора Хелборна. Он рассказывает, что Стайлз был лучшим профессором в Оксфорде, пока не пережил трагедию. Так же он упомянет о его экспериментах. Сэм захочет рассмотреть этот план, но только доктор Стайлз может получить его. Используя некоторые фокусы и оборудование, героиня получает копии экспериментов. На выходе она сталкивается с Маликом, пятым добровольцем.
Сэм решается вернуться к «Игре». Она возвращается в паб «Ветреный Пёс» и обнаруживает на «Роге желания» эмблему клуба «Дедал». Подув в рог, Сэм получает четвёртую часть ребуса. Затем она отправляется Крайст-Черч Колледж и заходит в неф. Там она открывает купель и находит последний фрагмент ребуса. Сэм собирает его и понимает, что в нём говорится о телефоне у башни Карфакс. В подсказке говорится, что нужно ввести имя того, кто «продал душу за тридцать». Сэм вводит в телефоне имя «Иуда» и получает монету с изображением известных мест Лондона.
Затем она отправляется в Св. Эдмунд Хол, где встречается с участниками эксперимента. Они передают Сэм свои номера и расходятся, а сама Сэм отправляется в Библиотеку имени Бодлея. Там она встречает Хелен. С помощью слов и ловких рук Сэм получает её старый пропуск. Она попробует поговорить с библиотекарем о докторе Стайлзе и он посоветует воспользоваться компьютером. Сэм сама наберет имя в поисковой строке и рассмотрит статьи о докторе. Оказывается возвращаясь домой вместе с женой после ужина, доктор Стайлз попал в аварию. Жена Дэвида умерла, а он попал в больницу. Всё это пробудит в Сэм её детские воспоминания — оказывается её родители тоже погибли в автокатастрофе. Вернувшись домой, она находит в картотеке открытку с соболезнованиями. Сравнив подписи со списком работников департамента, Сэм приходит к выводу, что всё это подстроил Абрам Линквеллер. Сэм встречается с участниками эксперимента и рассказывает им о трагедии доктора Стайлза. Они решаются продолжить.
Глава 3
Здесь игроку предстоит сыграть за доктора Дэвида Стайлза. Придя в себя после кошмара, в котором его посещала Лора, Дэвид спускается вниз. От своей экономки (и возможно няни) он узнаёт, что она видела Лору в зеркале в его комнате. Он захочет провести эксперимент, но ему принесут посылку. Это оказывается генератор случайных чисел и Дэвид надеется, что с его помощью с ним свяжется Лора. Он настраивает его по инструкции и решается продолжить свой эксперимент. Дэвиду нужно вспомнить все подробности их с Лорой ночи на озере, чтобы активировать в мозге рецепторы, отвечающие за органы чувств: слух, зрение, вкус, обоняние, осязание. В чулане своей комнаты он находит купальник Лоры, а в ванне — ей любимый шампунь. В зеркале Дэвид пытается увидеть Лору, но тщетно. В своём кабинете он найдёт фото с домиком, где был с женой, а в столовой — её любимую песню, которую они слушали там. С вином выйдет проблема — слишком много бутылок. Но с помощью компьютера Дэвид найдёт нужное.
Залив шампунь в специальную воронку, вставив диск и выпив вина, Дэвид начнёт терапию. Лора упомянет «синие плитки», а затем воспоминания Дэвида об озере, прервет воспоминание об аварии. Он решается во всём разобраться. В кабинете Дэвид находит фото с «синей плиткой» и с помощью компьютера обнаружит там странную тень. Дэвид решается позвонить инспектору и спросить, не было ли чего странного в машине. После полученных ответов, он просит миссис Далтон пригласить мастера для починки мотоцикла (он не хочет, чтобы Сэм тут надолго задержалась) и идёт проводить очередной эксперимент. В результате в бассейне произойдёт что-то страшное.
Глава 4
Дэвид будит Сэм и велит ей разобраться с неприятностями в Оксфорде. Сначала она отправляется в магазин и советуется с Мефистофелем. Он считает, что это Сэм ведёт «игру». Мефистофель снова советует использовать автомат. Сэм это делает и получает направление на лавку «Алиса в Стране Чудес». Прихватив кое-какой реквизит, Сэм отправляется туда. По пути она встретит Харви. Попав в магазин, Сэм покупает карту Лондона. Затем она набирает на улыбке Чеширского Кота слово «улыбка» и получает вторую подсказку и часть ребуса. Сэм отправляется в Оксфордский Университетский Музей и находит там яйцо до-до с логотипом клуба «Дедал». Сэм высиживает его и получает вторую часть ребуса и визитную карточку школы Хогвартс. После этого она отправляется в Св. Эдмунд Хол. Показав охраннику липовый пропуск, Сэм проходит в бассейн. Там она находит фотографии кровавого бассейна и пытается поговорить с работником. Но тот мало чем может помочь и Сэм решит опросить непосредственно свидетеля (где она живёт написано на доске в холле). Джини расскажет всё что видела и признается, что хочет уйти из колледжа. Но Сэм уговорит её остаться. Тут ей позвонят и она встретится с добровольцами. Оказывается Чарльз и Харви хотят отказаться. После разговора, Сэм решит осмотреть спорт-зал. В кладовке она решит спрятаться, а на дверь установить вспышки. Но нужно закончить дела.
Сэм возвращается в Редклиффскую больницу и узнаёт адрес Линквеллера. Позвонив ему, она отвлечёт его, а затем повесит на его телефон «жучка». Вернувшись домой, Сэм обнаружит странную даму. Но её тут же позовёт Дэвид, который обнаружил Гудини. После того как миссис Далтон унесёт его, Сэм расскажет о странной девушке и о происходящем в колледже. Затем Сэм отправляется в библиотеку, где узнаёт, что Большой зал Хогватса снимали в Зале Крайст-Черч. Она отправляется туда, но зал закрыт. В нефе она находит Анжелу, которая дарит Сэм бумажную фею. Сэм возвращается в Св. Эдмунд Хол. На доске в холле видно, что все участники эксперимента (кроме Малика и Анжелы) живут в одном крыле. Сэм проникает в комнату Хелены и осматривает там всё. Затем просит у самой хозяйки камеру. Затем Сэм обманывает дежурного и проникает в комнату Чарльза. Там она находит фото его толстого и номер его мамы. Сэм так же заметит, что он интересуется работой доктора Стайлза. С помощью очередного трюка Сэм проникает в комнату Харви и находит там сценарий, посвящённый экспериментам. Она всё рассказывает Хелен, а затем во дворе встречается с остальными. Они хотят голосовать и Сэм применит к ним особый трюк, благодаря чему все продолжат принимать участие в эксперименте.
Глава 5
Поговорив с миссис Далтон, Дэвид спускается в частную лабораторию. Там он видит, что на приборе появились ещё две буквы. Сегодня Дэвид планирует посетить доктора Ремаскина. Он отправится в гости к Ремаскину и они будут обсуждать паранормальные явления, а Дэвид расскажет о своих экспериментах. После того как Дэвид вернётся домой, он захочет посетить любимые места Лоры. Узнав у миссис Далтон, что любимое место Лоры Парк Тиммон, Дэвид отправляется туда. В парке он находит дерево с их инициалами. Затем он просит человека с гармошкой сыграть песню, которую они слушали с Лорой, когда бывали здесь. Затем он попробует сорвать цветок, но его опередит девочка. Она захочет увидеть фокус и Дэвиду придётся пожонглировать яблоками. И хотя её заберёт мама, она оставит Дэвиду цветок. Затем он покупает любимое мороженое Лоры и всё это будит в нём воспоминания. Для закрепления результатов Дэвид наймёт лодку и вспомнит тот день. Внезапно ему явится призрак Лоры и передаст сообщение: вспомнить 21 октября и студента.
Дэвид решиться вспомнить тот день. Но сначала он заглянет в лабораторию и заметит, что мозги студентов проявляли некую активность. Он так же посмотрит в свою записную книжку, но не сможет вспомнить тот день. Он позвонит своему другу Саймону Хэлборну. Дэвид поедет к нему, но Саймон так же не помнит что случилось в тот день. Саймон предложит использовать гипноз и Дэвид вспомнит, что в тот день к нему в кабинет зашла студентка и объявила, что она обладает паранормальными способностями. Но Дэвид не поверил ей и вскоре случилась автокатастрофа. Дэвид скажет, что он всё понял. Вернувшись, он обнаруживает пропажу платья Лоры. Опросив миссис Далтон, Дэвид проводит очередной эксперимент. А Сэм терпит неудачу.

## Персонажи
Саманта «Сэм» Эверетт (Samantha «Sam» Everett) — главная героиня игры. Американка по происхождению, несколько лет провела в Европе, в частности — в Италии, постигая искусство уличной магии. У неё есть ручной кролик по кличке Гудини, который сопровождает Сэм в путешествиях. В одежде придерживается панк-готического стиля, носит пирсинг. На правой груди имеет татуировку в виде пиковой масти. Несмотря на трудное детство (Саманта рано потеряла родителей), она отзывчивый и благодарный человек. Именно из чувства признательности к Дэвиду она берётся за расследование странных событий в Оксфорде.
Дэвид Стайлз (David Styles) — второй главный герой игры. Талантливый нейробиолог, доктор наук, некогда преподававший в Оксфорде, занимается исследованием когнитивных аномалий. Когда-то был звездой научных журналов и таблоидов, пишущих о жизни богатых и знаменитых. После трагической гибели жены оставил преподавательскую и врачебную деятельность и заперся у себя в особняке Дрэд Хилл Хаус. О нём ходят разные слухи, больше мрачного толка. Вместе с ним в особняке проживает его бывшая няня, а ныне экономка, миссис Далтон.
Клуб «Овечки» (студенты, участвующие в эксперименте доктора Стайлза):
- Харви Киндерман (Harvey Kinderman) — американец из Нью-Йорка, увлекается кинематографом, пишет сценарии. Любит снимать на камеру людей в щекотливых ситуациях, за что пользуется славой полного придурка.
- Малик Барриглен (Malik Barriglan) — единственный, кто согласился участвовать в эксперименте по доброй воле. Ассистент доктора Линквеллера — давнего оппонента Дэвида.
- Анджела Малхолланд (Angela Mulholland) — скромная, малообщительная девушка из шотландской глубинки, типичный «синий чулок». Благодаря хорошей учёбе в школе получила гранд на обучение в Оксфорде. Религиозна и суеверна. Обожает всё, что связано с феями.
- Чарльз Эттингтон (Charles Ettington) — благодаря своей внешности, пользуется успехом у девушек, но его пугает их внимание. Чарли — ботаник и маменькин сынок. Его страсть — компьютерные игры и аниме.
- Хелена Богард (Helena Beaugard) — красивая, избалованная девушка из высшего общества. Безуспешно охотится за красавчиком Чарли.

 Мефистофель — загадочный владелец магазина фокусов «Волшебная палочка».

## Отзывы в прессе
| Сводный рейтинг       | Сводный рейтинг           |
| Агрегатор             | Оценка                    |
| --------------------- | ------------------------- |
| GameRankings          | ПК: 73,67 % X360: 66,20 % |
| MobyRank              | 83 / 100                  |
| Русскоязычные издания |                           |
| Издание               | Оценка                    |
| Absolute Games        | 74 %                      |
| PlayGround.ru         | 8,9 / 10                  |
| «Домашний ПК»         | [ 8 ]                     |